# Самар Валентина Іванівна
Валенти́на Іва́нівна Сама́р — українська журналістка. Головний редактор Центру журналістських розслідувань. Власний кореспондент тижневика «Дзеркало тижня» у Криму. Член НСЖУ.

## Життєпис
Закінчила факультет журналістики Київського державного університету імені Т. Г. Шевченка (1989).
1992—1995 році — редактор теле- і радіопрограм на ДТРК «Крим». Паралельно з цим Самар керувала творчим об'єднанням «Острів Крим».
Після цього почала працювати на Чорноморській телерадіокомпанії, де була програмним директором радіо «АСсоль», шеф-редактором служби новин «Волна», автором і ведучою програми «Прозора влада» (1996—2001) та ведучою програми «Питання національної безпеки».
З 1993 року працює власним кореспондентом української служби Бі-Бі-Сі. Сертифікований тренер з журналістики (ВВС World Service Trust).
1994—1998 — кореспондент ТК «Нова мова».
1997—2000 — кореспондент програми ТСН на каналі «1+1».
2002—2005 — кореспондент «Нового каналу» в Криму.
Голова правління ГО «Інформаційний прес-центр» та головний редактор Центру журналістських розслідувань.
У 2010 році увійшла до складу Робочої комісії з розгляду звернень журналістів, пов'язаних з перешкоджанням їх професійної діяльності у Криму.
У зв'язку з анексією Криму Росією Самар у 2014 році переїхала до Києва, де продовжує роботу в Центрі журналістських розслідувань та програмі «Питання національної безпеки» на ЧТРК.
У 2018 році входила до складу журі конкурсу професійної журналістики «Честь професії».

## Нагороди
- Золота медаль української журналістики
- Подяка Постійного представника Президента України в АР Крим (2011)[8]
- Лауреат премії громадської організації «Телекритика» «За професійну етику» (2014)[9]
- Лауреат премії «Вільна преса Східної Європи» (2015)[10][11]

## Сім'я
Чоловік — Дмитро Юрійович Коробов. Дочка — журналіст Леся Олегівна Іванова, син — Олександр Дмитрович Коробов.